# Gerhard van Nassau
Gerhard van Nassau († tussen 7 april 1312 en 20 september 1314), Duits: Gerhard von Nassau, was een geestelijke uit het Huis Nassau. Hij was vermoedelijk de eerste Nassau met betrekkingen in de Nederlanden (onder meer als kanunnik in Luik, en als proost in Maastricht, Oldenzaal en Tiel), meer dan een eeuw voordat met graaf Engelbrecht I van Nassau-Siegen een zijtak van het huis zich blijvend in de Lage Landen vestigde.

## Biografie
Gerhard was de vijfde zoon van graaf Hendrik II ‘de Rijke’ van Nassau en Machteld van Gelre en Zutphen, de jongste dochter van graaf Otto I van Gelre en Zutphen en Richardis van Beieren. Gerhard wordt voor het eerst vermeld in een oorkonde uit 1247.
Gerhard volgde een kerkelijke loopbaan en bekleedde de volgende ambten:
- Proost van het Onze-Lieve-Vrouwekapittel te Aken, vermeld op 21 november 1259, 27 juni 1298 en 7 april 1312.[1]
- Aartsdiaken te Luik 1259–1290 en 1301–1310.[2]
- Aartsdiaken van de Ardennen, vermeld in 1262 en 1270.[1]
- Proost van het kapittel van Onze-Lieve-Vrouwe te Maastricht, vermeld in 1266, 1273 en 1275.[1]
- Aartsdiaken van de Kempen na 1274.[1]
- Proost van het kapittel van Sint-Plechelmus te Oldenzaal 1276–1277.[1]
- Proost van het kapittel van Sint-Pieter te Luik in 1278.[1][2]
- Kanunnik van het kapittel van Sint-Lambertus te Luik.[1][3]
- Proost van het kapittel van de Sint-Walburgkerk te Tiel van 1284 tot 28 april 1303.[1]
- Kanunnik van de Dom van Mainz in 1301.[2]

Gerhard moet een man van invloed geweest zijn. Hij was een neef van graaf Otto II van Gelre en Zutphen en diens broer elect Hendrik III van Luik, een broer van elect Jan I van Utrecht, en een oom van rooms-koning Adolf en aartsbisschop Diether III van Trier.
Gerhard is overleden tussen 7 april 1312 en 20 september 1314. Het anniversarium werd in Aken op 2 mei gecelebreerd en in Luik op 6 juni. Gerhard werd begraven voor het Sint-Nicolaasaltaar in de Dom van Aken.

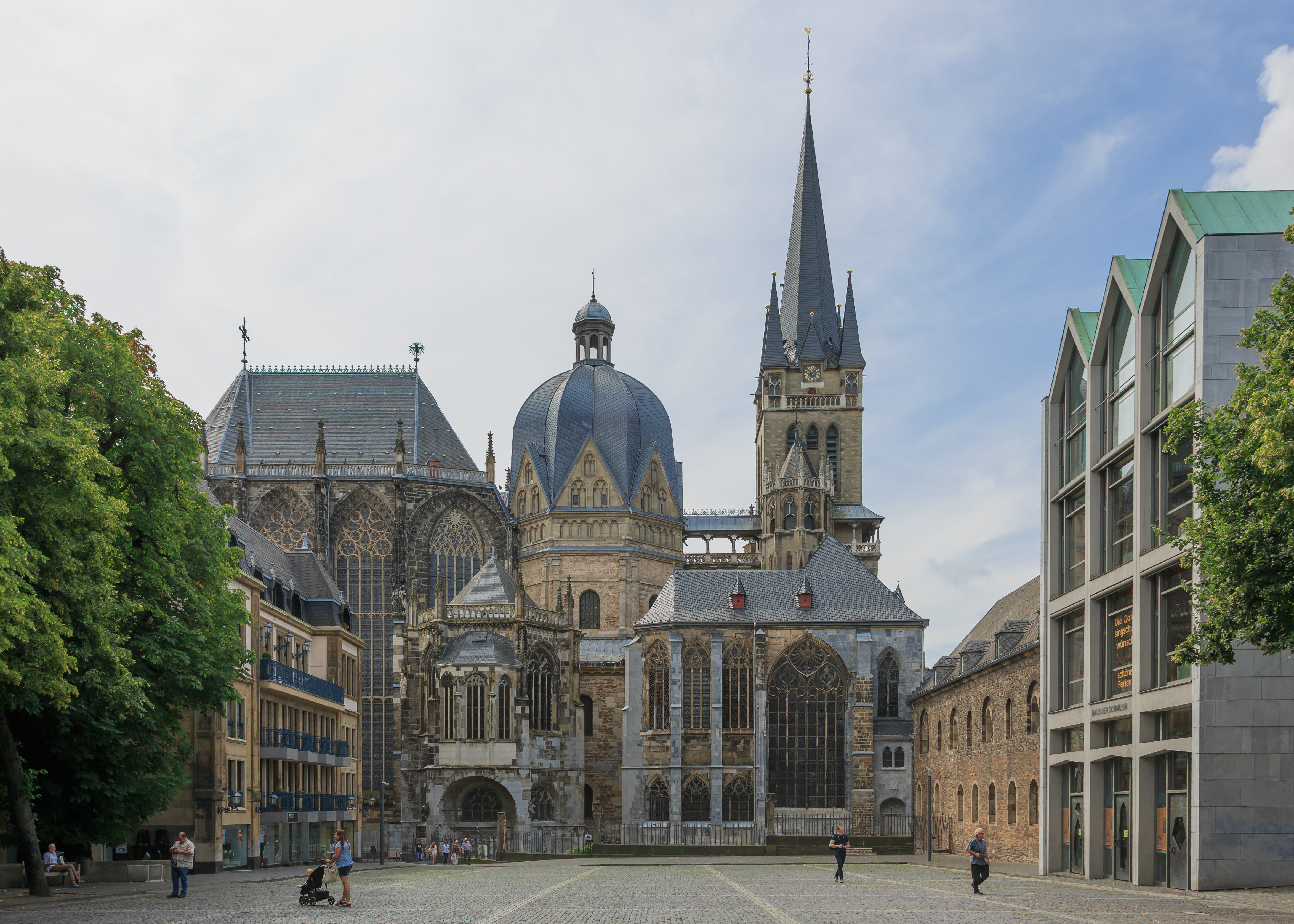
De Dom van Aken
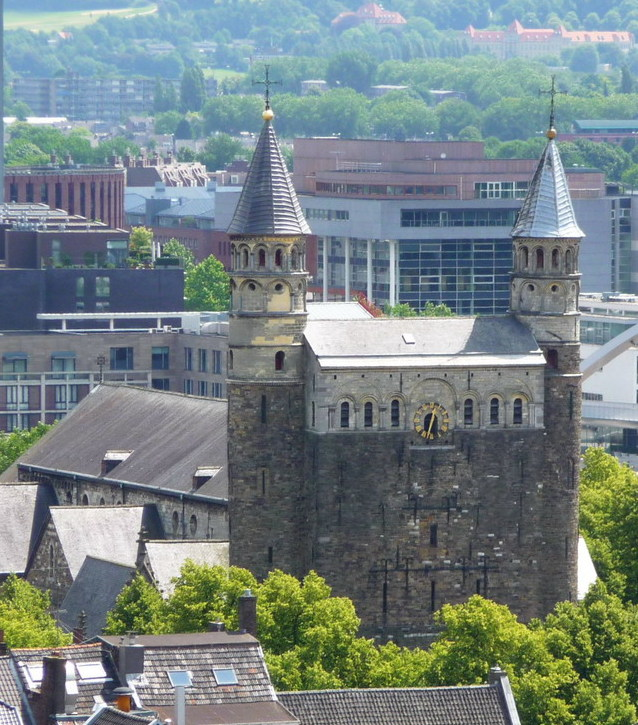
De Onze-Lieve-Vrouwebasiliek te Maastricht
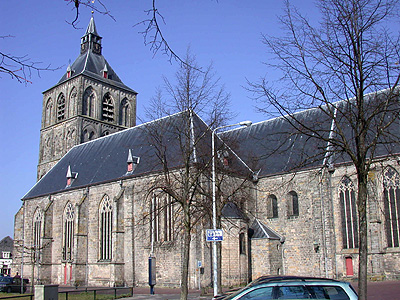
De Sint-Plechelmusbasiliek te Oldenzaal
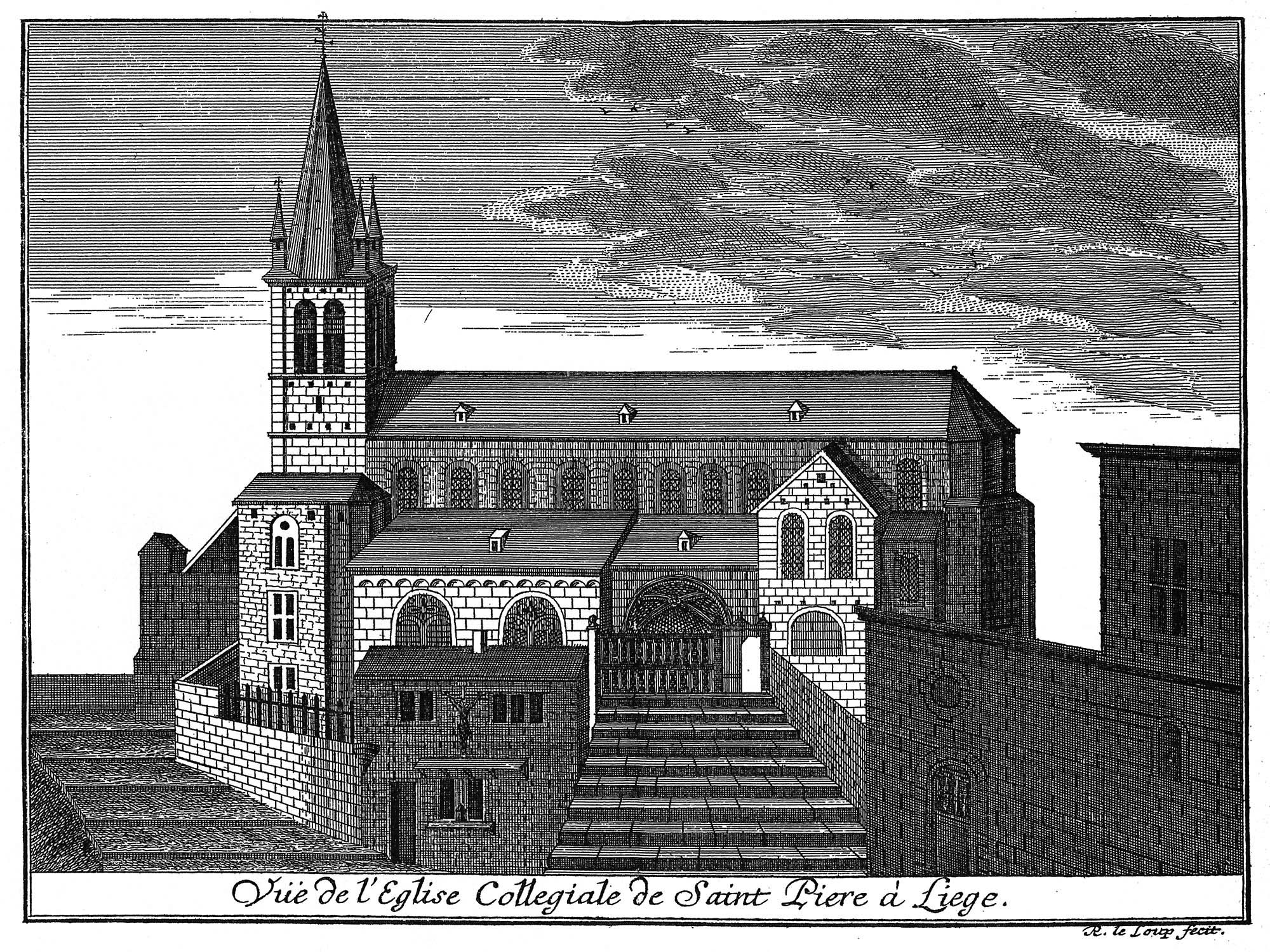
De Sint-Pieterskerk te Luik in 1735
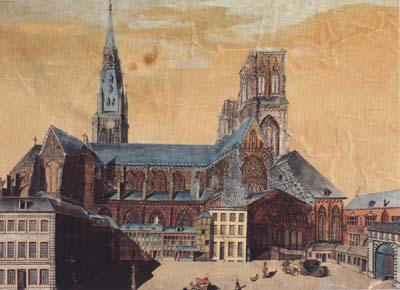
De Sint-Lambertuskathedraal te Luik in 1780
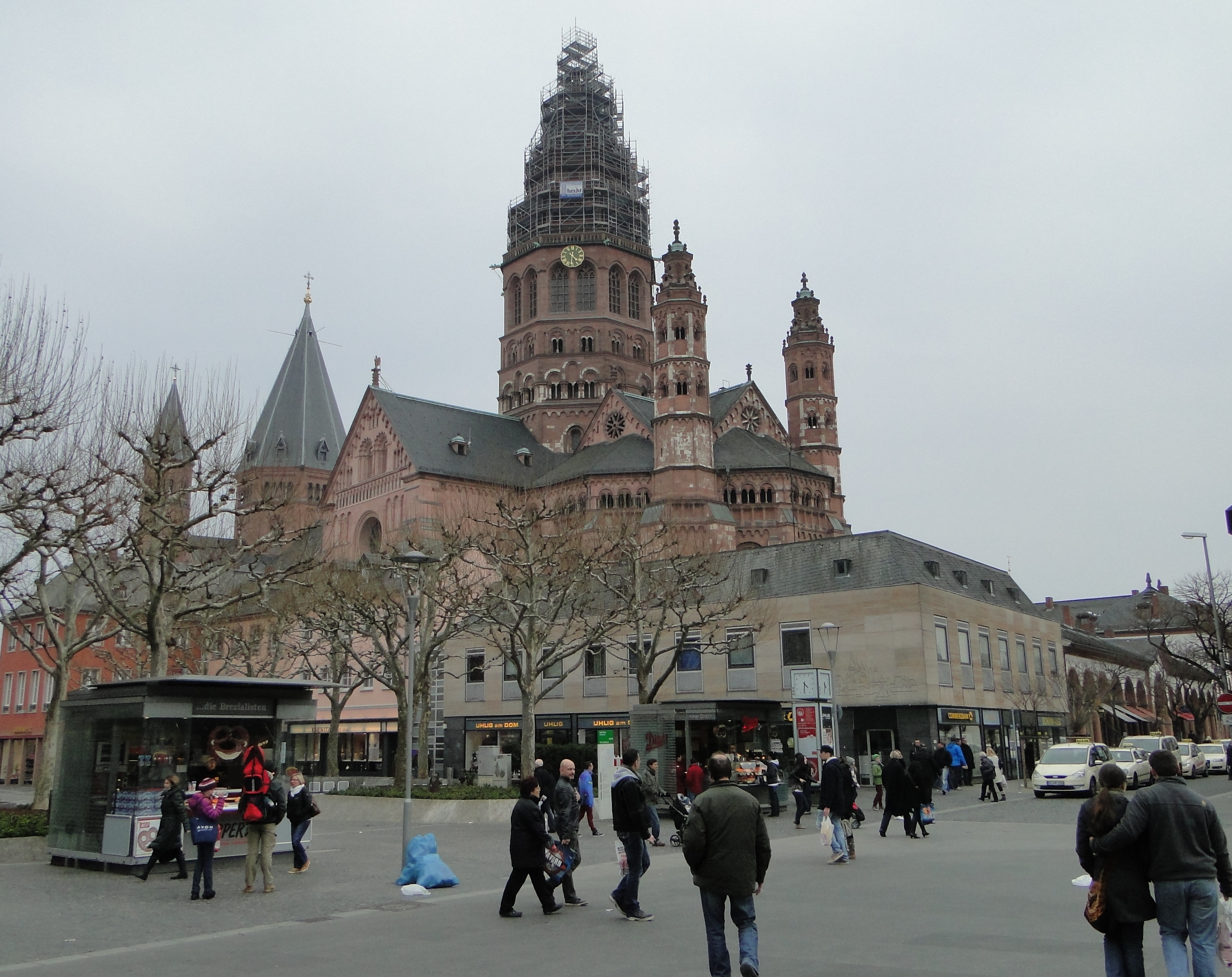
De Dom van Mainz

## Voorouders
| Voorouders van Gerhard van Nassau | Voorouders van Gerhard van Nassau                                                                         | Voorouders van Gerhard van Nassau                                                                         | Voorouders van Gerhard van Nassau                                                                         | Voorouders van Gerhard van Nassau                                                                         | Voorouders van Gerhard van Nassau                                                                         | Voorouders van Gerhard van Nassau                                                                         | Voorouders van Gerhard van Nassau                                                                         | Voorouders van Gerhard van Nassau                                                                         |
| --------------------------------- | --- | --- | --- | --- | --- | --- | --- | --- |
| Betovergrootouders                | Rupert I van Laurenburg (?–1154) ⚭ vóór 1135 Beatrix van Limburg (?–na 1164)                              | ? (?–?) ⚭ ? (?–?)                                                                                         | ? (?–?) ⚭ ? (?–?)                                                                                         | ? (?–?) ⚭ ? (?–?)                                                                                         | Gerhard II van Gelre (?–1131) ⚭ 1115/17 Ermgard van Zutphen (?–na 1134)                                   | Lodewijk II van Arnstein (?–?) ⚭ Udilhildis (?–na 1139)                                                   | Otto IV van Wittelsbach (?–1156) ⚭ Heilika van Pettendorf (?–1170)                                        | Lodewijk I van Loon (1125/30–1171) ⚭ Agnes van Metz (?–vóór 1180)                                         |
| Overgrootouders                   | Rupert II van Laurenburg ? (?–1158) ⚭ ? (?–?)                                                             | Rupert II van Laurenburg ? (?–1158) ⚭ ? (?–?)                                                             | ? (?–?) ⚭ ? (?–?)                                                                                         | ? (?–?) ⚭ ? (?–?)                                                                                         | Hendrik I van Gelre en Zutphen (ca. 1117–1182) ⚭ ca. 1135 Agnes van Arnstein (?–vóór 1179)                | Hendrik I van Gelre en Zutphen (ca. 1117–1182) ⚭ ca. 1135 Agnes van Arnstein (?–vóór 1179)                | Otto I van Beieren (?–1183) ⚭ ca. 1157 Agnes van Loon (?–1191)                                            | Otto I van Beieren (?–1183) ⚭ ca. 1157 Agnes van Loon (?–1191)                                            |
| Grootouders                       | Walram I van Nassau (ca. 1146–1198) ⚭ Kunigunde (?–1198)                                                  | Walram I van Nassau (ca. 1146–1198) ⚭ Kunigunde (?–1198)                                                  | Walram I van Nassau (ca. 1146–1198) ⚭ Kunigunde (?–1198)                                                  | Walram I van Nassau (ca. 1146–1198) ⚭ Kunigunde (?–1198)                                                  | Otto I van Gelre en Zutphen (?–1207) ⚭ ca. 1185 Richardis van Beieren (?–1231)                            | Otto I van Gelre en Zutphen (?–1207) ⚭ ca. 1185 Richardis van Beieren (?–1231)                            | Otto I van Gelre en Zutphen (?–1207) ⚭ ca. 1185 Richardis van Beieren (?–1231)                            | Otto I van Gelre en Zutphen (?–1207) ⚭ ca. 1185 Richardis van Beieren (?–1231)                            |
| Ouders                            | Hendrik II ‘de Rijke’ van Nassau (ca. 1180–1247/50) ⚭ vóór 1215 Machteld van Gelre en Zutphen (?–na 1247) | Hendrik II ‘de Rijke’ van Nassau (ca. 1180–1247/50) ⚭ vóór 1215 Machteld van Gelre en Zutphen (?–na 1247) | Hendrik II ‘de Rijke’ van Nassau (ca. 1180–1247/50) ⚭ vóór 1215 Machteld van Gelre en Zutphen (?–na 1247) | Hendrik II ‘de Rijke’ van Nassau (ca. 1180–1247/50) ⚭ vóór 1215 Machteld van Gelre en Zutphen (?–na 1247) | Hendrik II ‘de Rijke’ van Nassau (ca. 1180–1247/50) ⚭ vóór 1215 Machteld van Gelre en Zutphen (?–na 1247) | Hendrik II ‘de Rijke’ van Nassau (ca. 1180–1247/50) ⚭ vóór 1215 Machteld van Gelre en Zutphen (?–na 1247) | Hendrik II ‘de Rijke’ van Nassau (ca. 1180–1247/50) ⚭ vóór 1215 Machteld van Gelre en Zutphen (?–na 1247) | Hendrik II ‘de Rijke’ van Nassau (ca. 1180–1247/50) ⚭ vóór 1215 Machteld van Gelre en Zutphen (?–na 1247) |